# Ramba-Ramba
Ramba-Ramba is een bestuurslaag in het regentschap Nias Selatan van de provincie Noord-Sumatra, Indonesië. Ramba-Ramba telt 735 inwoners (volkstelling 2010).